# Château Ausone
Pour les articles homonymes, voir Ausone (homonymie).
Le château Ausone est un domaine viticole de 7 hectares et 25 ares situé à Saint-Émilion en Gironde. En AOC saint-émilion grand cru, il est l'un des deux domaines avec le château Cheval Blanc à être classé premier grand cru classé A en 1955 (rejoints par le château Pavie et le château Angélus dans le classement de 2012). Ausone n'a pas demandé à être classé en 2022, protestant ainsi contre les critères retenus.

## Histoire du domaine

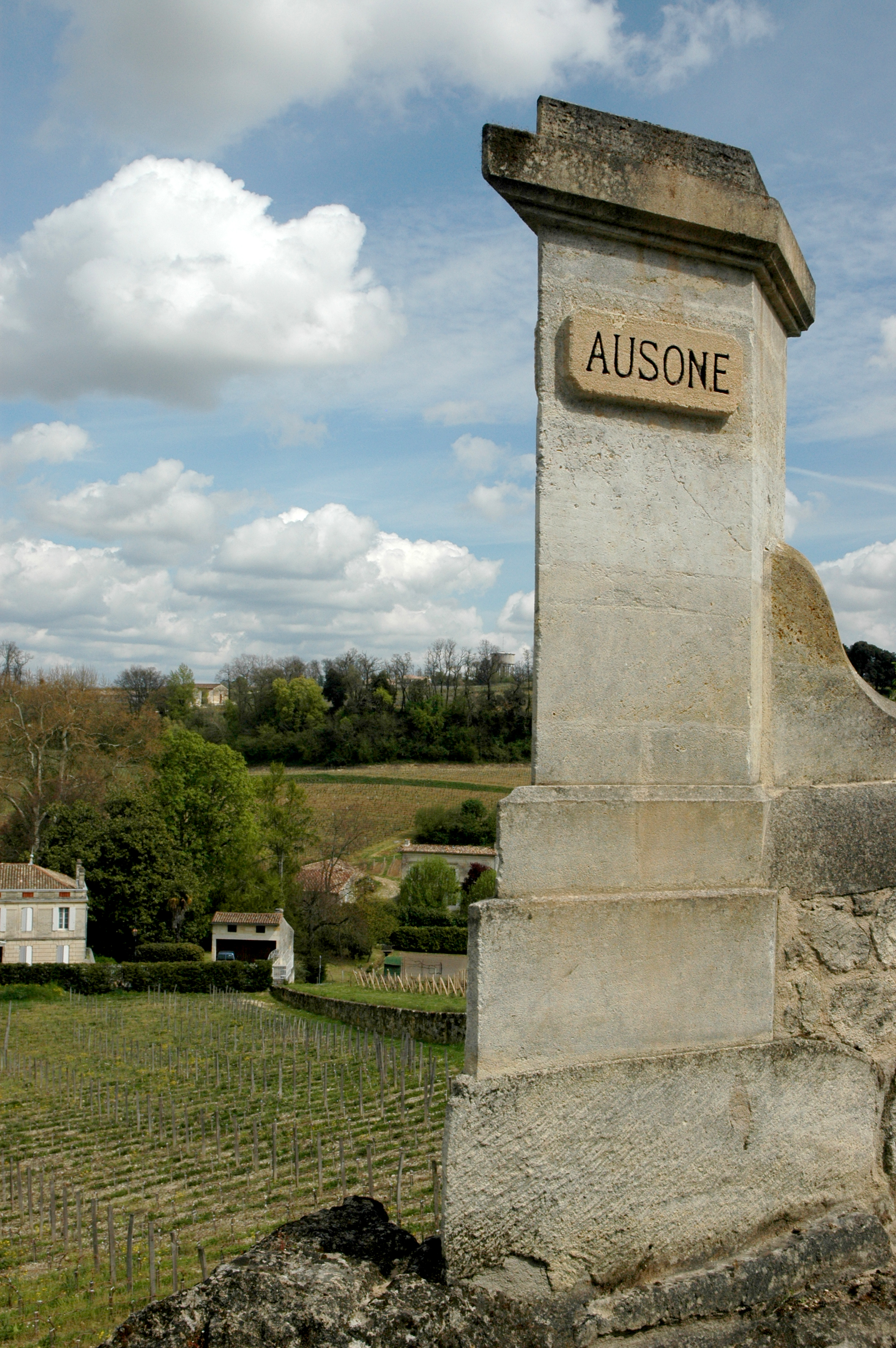
Château d'Ausone

### Le nom

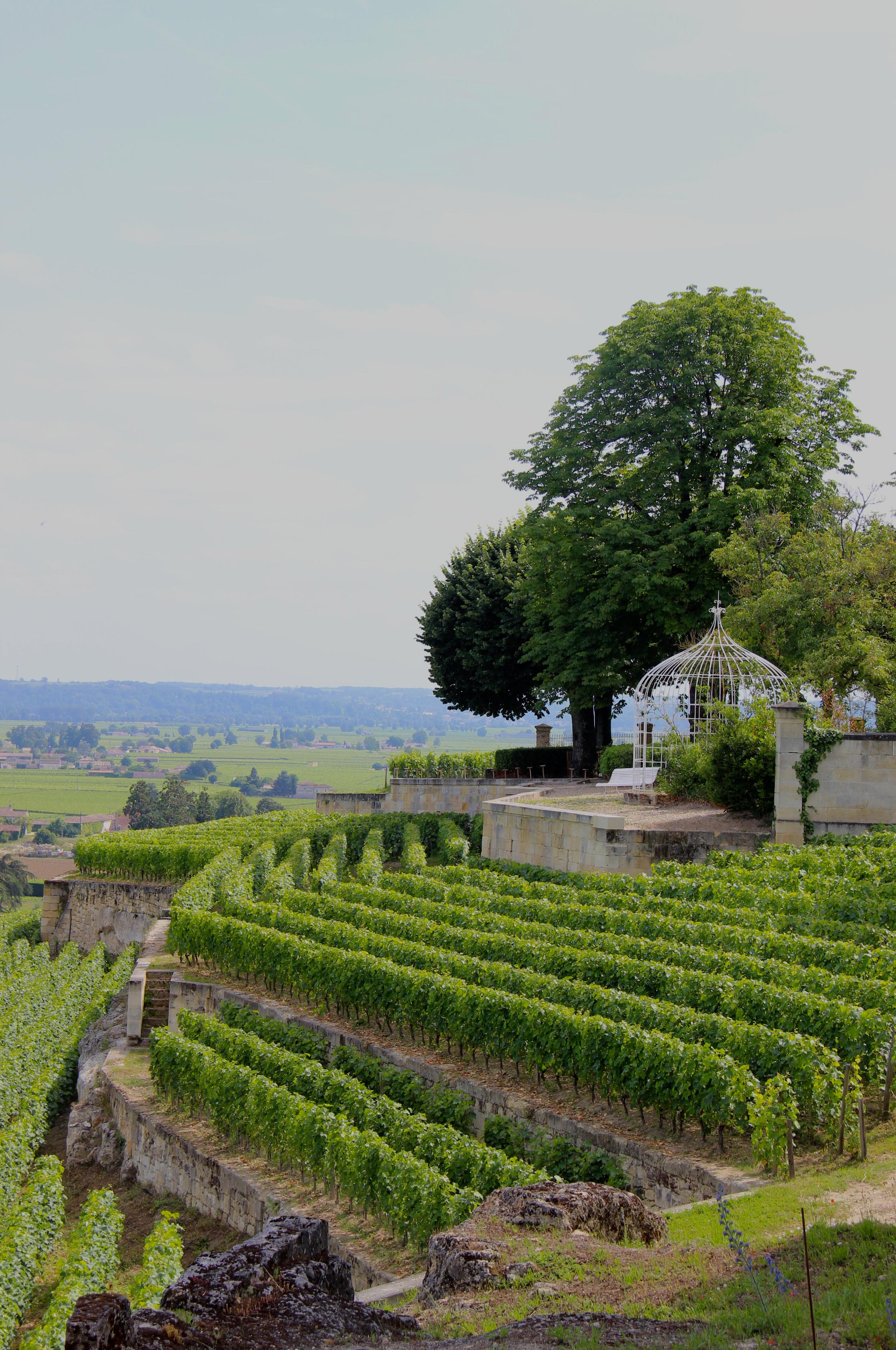
Domaine du château Ausone.

Le nom du domaine est un hommage au poète et consul Ausone, personnage influent de l'Antiquité tardive. Tout laisse à croire que l'un de ses domaines, le Lucaniacum, était situé à l'endroit même occupé par l'actuel Château. C'est en 1592 que le lieu pris le nom de Casteau Dauzone.  

### Les vignerons
Le vignoble est le fruit d'une grande stabilité humaine. 
Du XIIIe au XVIe siècle, les Lescours président aux destinées du vignoble, avant de le céder à Jacques de Lescure, alors conseiller du roi au Parlement de Bordeaux. En 1690, le domaine est cédé à Pierre Chatonnet. Cette simple transaction sera à l'origine de la lignée actuelle. La famille Vauthier, aujourd'hui à la tête du domaine, est directement issue de cette filiation. 
Alain Vauthier et sa fille aînée Pauline Vauthier dirigent aujourd’hui Ausone. Pauline Vauthier représente la onzième génération d’une même famille de vignerons. 
Le château et ses dépendances, ainsi que les carrières et la chapelle de la Madeleine (XIIe siècle) sont inscrits au titre des monuments historiques par l'arrêté du 18 décembre 2015.

## Le terroir
Le vignoble de Ausone est situé aux portes Sud de la cité médiévale.
Les vignes sont réparties sur le plateau calcaire et sur le coteau argilo-calcaire, avec une exposition sud sud-est. Le vignoble a la particularité d'être protégé des vents du Nord et de l'Ouest, conférant un micro-climat idéal à la culture de la vigne.
La vigne a une moyenne d'âge de 50 ans et certains pieds ont plus de 110 ans.
L'encépagement est composé à 45 % de merlot et 55 % de cabernet franc.

## Le vin
Environ 15 000 à 18 000 bouteilles de Château Ausone sont produites chaque année. Château Ausone constitue l'archétype du vin fin et très aromatique de Saint-Émilion, doublé d'un caractère propre au terroir calcaire du château qui s'exprime par une grande minéralité et un style très en longueur accompagné d'une grande fraîcheur. Ce terroir de nature calcaire permet d'ailleurs aux vignes de résister aux années les plus chaudes qui se distinguent donc sur des années caniculaires.
Ausone produit également un second vin, « Chapelle d'Ausone ». Ce second vin est produit à hauteur de 4 000 à 7 000 bouteilles en fonction de la qualité du millésime et du choix de lots de vins sélectionnés pour rentrer dans la composition du grand vin.